# زن فوق‌العاده (ترانه)
«زن فوق‌العاده» (انگلیسی: Superwoman) تک‌آهنگی از اولین آلبوم چندآهنگۀ گروه دخترانۀ اهل کره جنوبی یونیس به نام ما یونیس هستیم است که در ۲۷ مارس ۲۰۲۴ به‌عنوان قطعه اصلی آلبوم منتشر شد.